# Deh-e Darvīsh
Deh-e Darvīsh (persiska: دِه دَرويشان, دِه دُرويشَن, ده درویش, Deh Darvīshān) är en ort i Iran.   Den ligger i provinsen Lorestan, i den centrala delen av landet, 300 km sydväst om huvudstaden Teheran. Deh-e Darvīsh ligger 2 189 meter över havet och antalet invånare är 129.
Terrängen runt Deh-e Darvīsh är kuperad åt nordost, men åt sydväst är den bergig.Runt Deh-e Darvīsh är det ganska glesbefolkat, med 29 invånare per kvadratkilometer. Närmaste större samhälle är Aznā, 18,4 km norr om Deh-e Darvīsh. Trakten runt Deh-e Darvīsh består i huvudsak av gräsmarker.